# Аслихан Гюрбюз
Аслихан Гюрбюз (тур. Aslıhan Gürbüz, 16 лютого 1983, Чанаккале, Туреччина) — турецька акторка театру та кіно. Найбільш відома за роллю Халіме Султан у серіалі «Величне століття. Нова володарка».

## Біографія
Народилася у турецькому місті Чанаккале. Згодом її сім'я переїхала до Стамбулу, а потім до Бурси. Батько акторки Екскішехир Гюрбюз помер коли вона була малою. Вона неодноразово заявляла, що це було для неї великим потрясінням. Аслихан з дитинства мріяла грати в театрі. 
Професійну освіту здобула в театральному відділенні Сельджуцького університету. Під час навчання на останньому курсі потрапила у важку ДТП і була повністю прикута до ліжка. У своїх інтерв'ю Аслихан сказала, що це змінило її. 
Справжньої слави акторка здобула після того, як виконала роль Асіє у серіалі «Якби я був хмарою». У 2014 році успішно зіграла головну роль у серіалі «Вершини оливкових гір». 2015 зіграла роль Халіме Султан у серіалі «Величне століття. Нова володарка».

## Фільмографія
| Рік  | Українська назва                 | Оригінальна назва      | Роль           | Примітка |
| ---- | -------------------------------- | ---------------------- | -------------- | -------- |
| 2025 | Якщо король програє              | Kral Kaybederse        | Хандан Баран   | серіал   |
| 2020 | Квартира невинних                | Masumlar Apartmani     | Ceylan Ongun   | серіал   |
| 2020 | Червона кімната                  | Kirmizi Oda            | Kumru          | серіал   |
| 2017 | Маленькі вбивства                | Ufak Tefek Cinayetler  | Merve          | серіал   |
| 2016 | Бодрумська казка                 | Bodrum Masali          | Maya           | серіал   |
| 2016 | Тліючі вугілля                   | Kor                    |                | фільм    |
| 2015 | Величне століття. Нова володарка | Muhtesem Yüzyil: Kösem | Halime Sultan  | серіал   |
| 2014 | Гілка маслин                     | Zeytin Tepesi          | Deniz Gökçener | серіал   |
| 2012 | Справи, справи                   | Isler Güçler           | Konuk Oyuncu   | серіал   |
| 2011 | Лабіринт                         | Labirent               | Ayla           | фільм    |
| 2010 | Дикий шарм                       | Yahsi cazibe           | Cazibe         | серіал   |
| 2009 | Каналізація                      | Kanal-i-zasyon         | Nazli          | фільм    |
| 2009 | Якби я став хмарою               | Bir bulut olsam        | Asiye Bulut    | серіал   |

1. ↑  https://port.hu/jump/person-493073